# Bremer SV
Der Bremer Sport-Verein 1906 e. V. (kurz: Bremer SV oder BSV) ist ein Sportverein aus dem Westen Bremens, der am 1. Januar 1906 gegründet wurde. Derzeit spielt seine erste Herrenfußballmannschaft in der Regionalliga Nord, der vierthöchsten Spielklasse. Mit inzwischen 15 Landesmeistertiteln ist der Bremer SV Rekordmeister in Bremen. Zusätzlich wurde zehnmal der Pokalsieg errungen. Der BSV wurde bekannt durch originelle und selbstironische Außendarstellungen, beispielsweise mit dem seit 2015 benutzten Slogan „Seit 1962 nicht in der Bundesliga“.

## Geschichte
Nachdem einige Bremer Realschüler bereits seit 1902 die Gründung des Vereins geplant hatten, setzten sie diese am 1. Januar 1906 um und machten Willi Wenhold zu ihrem ersten Vorsitzenden. Der ursprüngliche Name Bremer Ballspiel Vereins – Sport – von 1906 wurde 1920 geändert in Bremer Sport-Verein 1906. 2015 verschmolz der Bremer SV mit dem SV Weser 08 Bremen.

## Erste Herrenmannschaft
In den 1920er Jahren spielte die Mannschaft in der Westkreisliga / Weser / Jade und belegte dort nach der ersten Saison 1922 den zweiten Platz. Die Liga wurde 1923 in die Staffeln Weser und Jade getrennt, in der der Bremer SV zunächst dritter und 1925 mit dem Trainer Gyula Feldmann erster wurde. Nach dem Endspielsieg gegen Komet Bremen wurde die Mannschaft 1925 Bezirksmeister, unterlag aber in der folgenden Qualifikation zur Endrunde Kilia Kiel. Nach der Bezirksligameisterschaft von 1926 durch einen 6:1 Endspielsieg gegen den SV Werder Bremen, folgte das erneute Aus. Ab 1927 spielte der Verein in der Staffel Weser und wurde in dieser Saison Zweiter.
Ab der Saison 1947/48 spielte der BSV in der Oberliga Nord, einer der neu gegründeten, regional unterteilten Oberligen; damals die höchste deutsche Spielklasse. Anfangs meist im Mittelfeld platziert, wurde 1949 mit dem fünften Rang die beste Platzierung erreicht. Damit lag der Verein vor dem Lokalkonkurrenten SV Werder Bremen, der ihn erst in den nächsten Jahren überflügeln konnte. 1955 folgte der Abstieg in die Amateurliga. In der Aufstiegsrunde 1958 war der Verein erfolglos, stieg jedoch 1961 wieder in die Oberliga Nord auf. Ein sofortiger Wiederabstieg folgte. 1965 stieg der Bremer SV in die Regionalliga Nord als zweite Liga auf. In der Saison 1966/67 stieg der BSV als 17ter wieder ab. Zu den großen Zeiten des BSV besuchten den Panzenberg mehrere tausend Menschen. Die Erfolgszeiten in Oberliga und erneut mit dem Wiederaufstieg in die Zweitklassigkeit 1965 waren maßgeblich durch Trainer Curt Reicherdt geprägt.
In der Saison 2006/07 wurde der BSV Meister der Verbandsliga Bremen, stieg jedoch nicht in die Oberliga Nord auf, da der Lizenzantrag abgelehnt wurde. In der Saison 2011/12 erreichte die Mannschaft das Finale des Lotto-Pokals und verlor gegen den FC Oberneuland. Ab der Saison 2006/07 wurde der BSV sechsmal in Folge Vizemeister.

### Erste Mannschaft 2007 bis 2022
| Saison | Liga                | Platz | Punkte | Tore   | Landespokal                                         | DFB-Pokal                                    | Sonstiges                                                       |
| --- | ------------------- | ----- | ------ | ------ | --------------------------------------------------- | -------------------------------------------- | --------------------------------------------------------------- |
| 2007/08 | Verbandsliga Bremen | 2./16 | 75     | 115:30 | Halbfinale (0:2 gg. FC Oberneuland)                 |                                              |                                                                 |
| 2008/09 | Bremen-Liga         | 2./16 | 68     | 114:45 | Finale (0:4 gg. FC Oberneuland)                     |                                              |                                                                 |
| 2009/10 | Bremen-Liga         | 2./16 | 71     | 087:23 | Achtelfinale (4:6 n. E. gg. BSC Hastedt)            |                                              |                                                                 |
| 2010/11 | Bremen-Liga         | 2./16 | 69     | 093:33 | Finale (1:2 gg. FC Oberneuland)                     |                                              |                                                                 |
| 2011/12 | Bremen-Liga         | 2./16 | 71     | 123:35 | Viertelfinale (3:4 n. E. gg. FC Bremerhaven 1899)   |                                              |                                                                 |
| 2012/13 | Bremen-Liga         | 2./15 | 64     | 090:36 | Achtelfinale (7:8 n. E. gg. SC Borgfeld)            |                                              |                                                                 |
| 2013/14 | Bremen-Liga         | 1./16 | 82     | 120:21 | Sieger (1:0 gg. Blumenthaler SV)                    |                                              | Teilnahme an RL-Aufstiegsrunde (Platz 3/3)                      |
| 2014/15 | Bremen-Liga         | 1./16 | 80     | 118:23 | Sieger (5:1 gg. Brinkumer SV)                       | Erste Runde (0:1 gg. Eintracht Braunschweig) | Teilnahme an RL-Aufstiegsrunde (Platz 3/3)                      |
| 2015/16 | Bremen-Liga         | 1./16 | 80     | 120:17 | Sieger (3:0 gg. Blumenthaler SV)                    | Erste Runde (0:3 gg. Eintracht Frankfurt)    | Teilnahme an RL-Aufstiegsrunde (Platz 4/4)                      |
| 2016/17 | Bremen-Liga         | 1./16 | 88     | 140:15 | Finale (8:9 n. E. gg. Leher Turnerschaft)           | Erste Runde (0:7 gg. SV Darmstadt 98)        | Teilnahme an RL-Aufstiegsrunde (Platz 3/4)                      |
| 2017/18 | Bremen-Liga         | 4./16 | 58     | 099:41 |                                                     |                                              |                                                                 |
| 2018/19 | Bremen-Liga         | 1./16 | 85     | 115:12 | Finale (0:1 gg. FC Oberneuland)                     |                                              | Teilnahme an der RL-Aufstiegsrunde (Platz 3/3)                  |
| 2019/20 a | Bremen-Liga         | 5./16 | 37     | 054:24 | 2. Runde (1:1 n. V.; 0:2 i. E. gg. Blumenthaler SV) |                                              |                                                                 |
| 2020/21 b | Bremen-Liga         | 2./18 | 22     | 025:08 | Sieger (2:1 gg. Brinkumer SV)                       |                                              |                                                                 |
| 2021/22 | Bremen-Liga         | 1./18 | 98     | 152:25 | Sieger (1:0 gg. Leher Turnerschaft)                 |                                              | Aufstieg in die Regionalliga Nord nach der Aufstiegsrunde (2/4) |
| a Saison wurde aufgrund der COVID-19-Pandemie abgebrochen a Saison wurde aufgrund der COVID-19-Pandemie abgebrochen; daher fand auch kein Aufstieg zur Regionalliga statt. |                     |       |        |        |                                                     |                                              |                                                                 |

2013/14 gewann der Bremer SV unter Trainer Klaus Gelsdorf die Meisterschaft der Bremen-Liga. Zudem gewann der BSV das Finale um den LOTTO-Pokal (Landespokal) gegen den Blumenthaler SV und qualifizierte sich für die erste Runde des DFB-Pokals 2014/15. Die Aufstiegsrunde zur Regionalliga Nord 2014/15 beendete der BSV punkt- und erfolglos.

Im DFB-Pokal unterlag der BSV der Eintracht Braunschweig im Weserstadion Platz 11 mit 0:1 überraschend knapp.
2014/15 beendete der BSV abermals und ohne Niederlage als Meister die Bremen-Liga. Im LOTTO-Pokal konnte gewonnen werden mit dem Finalsieg gegen den Brinkumer SV. In der Aufstiegsrunde zur Regionalliga Nord 2015/16 beendete der BSV die Aufstiegsrunde erneut als Tabellenletzter und stieg nicht auf. In der ersten Runde des DFB-Pokals 2015/16 verlor der BSV gegen den Bundesligisten Eintracht Frankfurt im Sportpark am Vinnenweg vor rund 3400 Zuschauern mit 0:3.
2015/16 gewann der BSV erneut die Meisterschaft in der Bremen-Liga. Der Vizemeister Blumenthaler SV verlor gegen den BSV mit 3:0. Zu Beginn der Saison wurde mit Fabrizio Muzzicato ein neuer Trainer engagiert, Klaus Gelsdorf arbeitete fortan als sportlicher Berater und Co-Trainer. In der Aufstiegsrunde zur Regionalliga Nord 2016/17 holte der Bremer SV zunächst im heimischen Panzenberg ein 1:1-Unentschieden gegen den niedersächsischen Vizemeister 1. FC Germania Egestorf-Langreder gefolgt von einer 0:2-Niederlage auf neutralem Platz in Drochtersen gegen den Hamburger Vertreter Altonaer FC 1893. Da die letzte Begegnung auswärts beim SV Eichede aus Schleswig-Holstein mit 1:2 verloren ging scheiterte der BSV im dritten Jahr hintereinander an der Aufstiegsrunde. Die Auslosung der Spielpaarungen der ersten Runde im DFB-Pokal 2016/17 bescherte dem BSV den frisch gebackenen Bundesliga-Aufsteiger SV Darmstadt 98 als Gegner. Das Spiel wurde wie schon im Vorjahr in Oberneuland ausgetragen, vor 1.993 Zuschauern musste man eine 0:7-Niederlage einstecken.
2016/17 wurde der BSV ohne Niederlage Meister in der Bremen-Liga. Das Finale des LOTTO-Pokals ging jedoch im Elfmeterschießen gegen die Leher Turnerschaft verloren. In der Aufstiegsrunde zur Regionalliga Nord 2017/18 war der BSV erfolglos; Trainer Fabrizio Muzzicato trat zurück. Zu Beginn der Saison 2017/18 wurde Saša Pinter neuer Cheftrainer.
2018/19 wurde der BSV Meister der Bremen-Liga. Aufstiegsrundenspiele zur Regionalliga Nord: Altona 93 Hamburg mit 2:3-Niederlage; Heider SV 1:1. Damit wurde zum sechsten Mal der Aufstieg nicht erreicht. Das LOTTO-Pokal-Finale gewann mit 0:1 der FC Oberneuland.
2019/20 präsentierte sich der neuformierte BSV, weiterhin unter Trainer Ralf Voigt. Das LOTTO-Pokal-Aus kam bereits in Runde zwei (1:3 n. E. beim Blumenthaler SV). Mitte Oktober 2019 wurde Ralf Voigt sportlicher Leiter beim BSV.

### Umbruch
Als „Chaostage“ wurde von den regionalen Medien ein radikaler Umbruch des Vereins im Winter 2017/2018 bezeichnet, nach der Entlassung von Cheftrainer Pinter trotz Tabellenführung. Der Vorstand war der Auffassung, dass mit dem Trainergespann die sportlichen Ziele (Aufstieg) nicht erreicht werden können. Die Begründung löste Kritik aus u. a. auch wegen der angestrebten Nachfolge des Trainers. Die Mannschaft trat in einen Trainingsstreik. Die öffentliche Kritik war enorm, so dass der sportliche Leiter Klaus Gelsdorf im November 2017 zurücktrat und den Verein verließ. Das Team erklärte sich bereit, den Spielbetrieb wieder aufnehmen zu wollen, mit der Zusicherung, dass jeder Spieler, der in der anstehenden Winterpause den Verein verlassen wolle, die Freigabe erhalten würde. Im Januar 2018 verließen 16 Spieler den BSV, lediglich sechs Spieler blieben. Cengiz Cakir wurde neuer Cheftrainer. Bis Ende Januar 2018 gab es 19 Neuzugänge. Mit der fast neuen Mannschaft verlor der BSV die Tabellenführung und schied im Landespokal vorzeitig aus.
2018 gab der Verein bekannt, dass mit Beginn der Saison 2018/19 Ralf Voigt das Traineramt übernehmen würde.

### Aufstieg Regionalliga 2022
| Saison  | Liga              | Platz  | Punkte | Tore  | Landespokal                               | DFB-Pokal                           | Sonstiges                                                  |
| ------- | ----------------- | ------ | ------ | ----- | ----------------------------------------- | ----------------------------------- | ---------------------------------------------------------- |
| 2022/23 | Regionalliga Nord | 14./19 | 46     | 51:56 | Halbfinale (5:6 n. E. gg. FC Oberneuland) | Erste Runde (0:5 gg. FC Schalke 04) | Klassenerhalt nach Relegation gegen Lupo Martini Wolfsburg |
| 2023/24 | Regionalliga Nord | 11./18 | 46     | 54:61 | Sieger (3:0 gg. SV Hemelingen)            | Erste Runde (0:4 gg. SC Paderborn)  |                                                            |
| 2024/25 | Regionalliga Nord | 15./18 | 37     | 60:67 | Finale (0:1 gg. SV Hemelingen)            | keine Teilnahme                     |                                                            |

In der Spielzeit 2021/22 holte man erneut ohne Niederlage die Meisterschaft. Zudem konnte der vorjährige Pokalsieg wiederholt werden. In der Aufstiegsrunde zur Regionalliga Nord setzte man sich gegen die Mitbewerber SV Todesfelde aus Schleswig-Holstein und Wandsbeker TSV Concordia aus Hamburg durch, was neben einer Niederlage gegen Kickers Emden aus Niedersachsen zum zweiten Aufstiegsplatz dieser Runde reichte. Zudem spielte der Bremer SV in der Saison 2021/22 in der ersten Hauptrunde des DFB-Pokals gegen den FC Bayern München, wobei das Spiel im Weserstadion ausgetragen wurde. Vor der Kulisse von 10.093 Zuschauern verlor der Bremer SV mit 0:12.
In der Saison 2022/23 musste der BSV trotz des Erreichens des 14. Platzes und damit des sechstletzten Platzes in die Relegation um den Klassenverbleib für die Regionalliga Nord. Dort traf man auf den Zweitplatzierten der Oberliga Niedersachsen 2022/23, Lupo Martini Wolfsburg. Nach einem 0:0 im Hinspiel gewann der Bremer SV das Rückspiel mit 2:1 und spielte somit in der Saison 2023/24 auch in der Regionalliga Nord.
Die Saison 2023/24 schloss der Bremer SV auf dem 11. Rang ab; der Pokal konnte durch einen 3:0-Sieg gegen den SV Hemelingen im Finale gewonnen werden.
Die Saison 2024/25 verlief durchwachsen für die Mannschaft vom Panzenberg. Durch den Aufstieg des Meisters TSV Havelse in die 3. Liga reichte der 15. Tabellenplatz jedoch zum sportlichen Klassenerhalt. Nachdem - auch aufgrund fehlender Einnahmen aus dem DFB-Pokal, den der Verein durch die Niederlage im Landespokalfinale 2025 gegen den SV Hemelingen nicht erreicht hatte - aus finanziellen Gründen zunächst ein freiwilliger Rückzug aus der Regionalliga erwogen wurde, entschied sich die Vereinsspitze für eine Teilnahme an der Regionalligaspielzeit 2025/26.

## Bremer SV im DFB-Pokal
| Saison  | Runde                       | Datum      | Heimmannschaft    |   | Gastmannschaft         | Ergebnis  |
| ------- | --------------------------- | ---------- | ----------------- | - | ---------------------- | --------- |
| 1976/77 | Runde 1                     | 06.08.1976 | SV Chio Waldhof   | - | Bremer SV              | 6:0       |
| 1979/80 | Runde 1                     | 25.08.1979 | Borussia Dortmund | - | Bremer SV              | 7:0       |
| 1980/81 | Runde 1                     | 30.08.1980 | SC Freiburg       | - | Bremer SV              | 4:2       |
| 1985/86 | Runde 1                     | 24.08.1985 | Bremer SV         | - | MSV Duisburg           | 1:3       |
| 1986/87 | Runde 1                     | 31.08.1986 | Bremer SV         | - | KSV Hessen Kassel      | 2:2 n. V. |
|         | Runde 1, Wiederholungsspiel | 10.09.1986 | KSV Hessen Kassel | - | Bremer SV              | 4:5 n. E. |
|         | Runde 2                     | 24.10.1986 | Bremer SV         | - | FC St. Pauli           | 0:3       |
| 1991/92 | Runde 1                     | 28.07.1991 | Bremer SV         | - | SC Fortuna Köln        | 0:7       |
| 2014/15 | Runde 1                     | 16.08.2014 | Bremer SV         | - | Eintracht Braunschweig | 0:1       |
| 2015/16 | Runde 1                     | 08.08.2015 | Bremer SV         | - | Eintracht Frankfurt    | 0:3       |
| 2016/17 | Runde 1                     | 21.08.2016 | Bremer SV         | - | SV Darmstadt 98        | 0:7       |
| 2021/22 | Runde 1                     | 25.08.2021 | Bremer SV         | - | FC Bayern München      | 0:12      |
| 2022/23 | Runde 1                     | 31.07.2022 | Bremer SV         | - | FC Schalke 04          | 0:5       |
| 2024/25 | Runde 1                     | 18.08.2024 | Bremer SV         | - | SC Paderborn 07        | 0:4       |

## Kader der Saison 2024/25
(Stand: 8. April 2025)
| Nr.        | Nat.        | Spieler                 | Geboren       | Im Verein seit |
| ---------- | ----------- | ----------------------- | ------------- | -------------- |
| Tor        |             |                         |               |                |
| 01         | Finnland    | Ville Seppä             | 2. Mai 1996   | 2025           |
| 20         | Deutschland | Nico Weide              | 8. Jan. 2005  | 2024           |
| 22         | Deutschland | Tobias Duffner          | 5. Dez. 1983  | 2024           |
| 24         | Deutschland | Pascal Wiewrodt         | 23. Sep. 1999 | 2024           |
| Abwehr     |             |                         |               |                |
| 02         | Deutschland | Justin Gröger           | 27. Sep. 2002 | 2024           |
| 03         | Japan       | Toshiaki Miyamoto       | 4. Juni 1999  | 2023           |
| 05         | Deutschland | Justin Faltyn           | 20. Juni 2005 | 2024           |
| 23         | Deutschland | Maximilian Schütt       | 20. Feb. 2002 | 2024           |
| 27         | Deutschland | Jan-Luca Warm           | 28. Mai 1999  | 2021           |
| 28         | Niederlande | Karlo Grgic             | 30. Apr. 2002 | 2025           |
| Mittelfeld |             |                         |               |                |
| 06         | Deutschland | Jonas Kühl              | 10. Feb. 2000 | 2023           |
| 07         | Deutschland | Fritz Kleiner           | 16. Okt. 2002 | 2023           |
| 08         | Deutschland | Moritz Busch            | 9. Nov. 2005  | 2024           |
| 10         | Deutschland | Vedat Tunc              | 6. Juni 2003  | 2023           |
| 13         | Deutschland | Justin Bretgeld         | 12. Mai 1999  | 2023           |
| 14         | Korea Sud   | Kim Dong-woo            | 31. Dez. 2003 | 2024           |
| 15         | Deutschland | Elario Ghassan          | 30. März 2001 | 2025           |
| 16         | Japan       | Shinji Yamada           | 24. Feb. 1994 | 2024           |
| 17         | Deutschland | Leon Gino Schmidt       | 8. Juni 2001  | 2024           |
| 32         | Deutschland | Bjarne Kasper           | 3. Aug. 2001  | 2022           |
| Sturm      |             |                         |               |                |
| 09         | Deutschland | Luca Mittelstädt        | 7. Juli 1999  | 2024           |
| 11         | Deutschland | Ilir Qela               | 3. Jan. 2001  | 2025           |
| 18         | Deutschland | Amoro Diedhiou          | 19. Feb. 2003 | 2024           |
| 19         | Deutschland | Muzaffer Can Degirmenci | 22. März 2001 | 2023           |
| 21         | Deutschland | Jef Tchouangue          | 6. Sep. 2004  | 2024           |
| 39         | Deutschland | Serkan Dursun           | 30. Jan. 2001 | 2025           |

## Weitere Fußballmannschaften
Die zweite Herrenmannschaft des Bremer SV gewann in der Saison 2016/17 die Meisterschaft in der Kreisliga A und stieg so in die Bezirksliga 2017/18 auf, wurde nach einer Saison aber direkt hier zurückgezogen. Heute spielt die zweite Herren lediglich in der Kreisliga B.
Der Verein verfügt darüber hinaus über eine dritte Herrenmannschaft sowie Teams für Alte Herren (Ü50). Dazu bestehen sechs Junioren-Mannschaften (U15, U13, U11, U10, U9 und U6). Ab der Saison 2017/18 nimmt beim Bremer SV auch erstmals eine Frauen-Mannschaft am offiziellen Spielbetrieb teil, diese wurde jedoch in der nächsten Saison direkt wieder zurückgezogen.

## Erfolge
- Bremer Meister (15): 1956, 1958, 1961, 1965, 1978, 1983, 1985, 1986, 2007, 2014, 2015, 2016, 2017, 2019, 2022
- Bremer Pokalsieger (10): 1980, 1985, 1986, 1991, 2014, 2015, 2016, 2021, 2022, 2024
- Aufstieg in die Regionalliga Nord: 2022

## Spielstätten

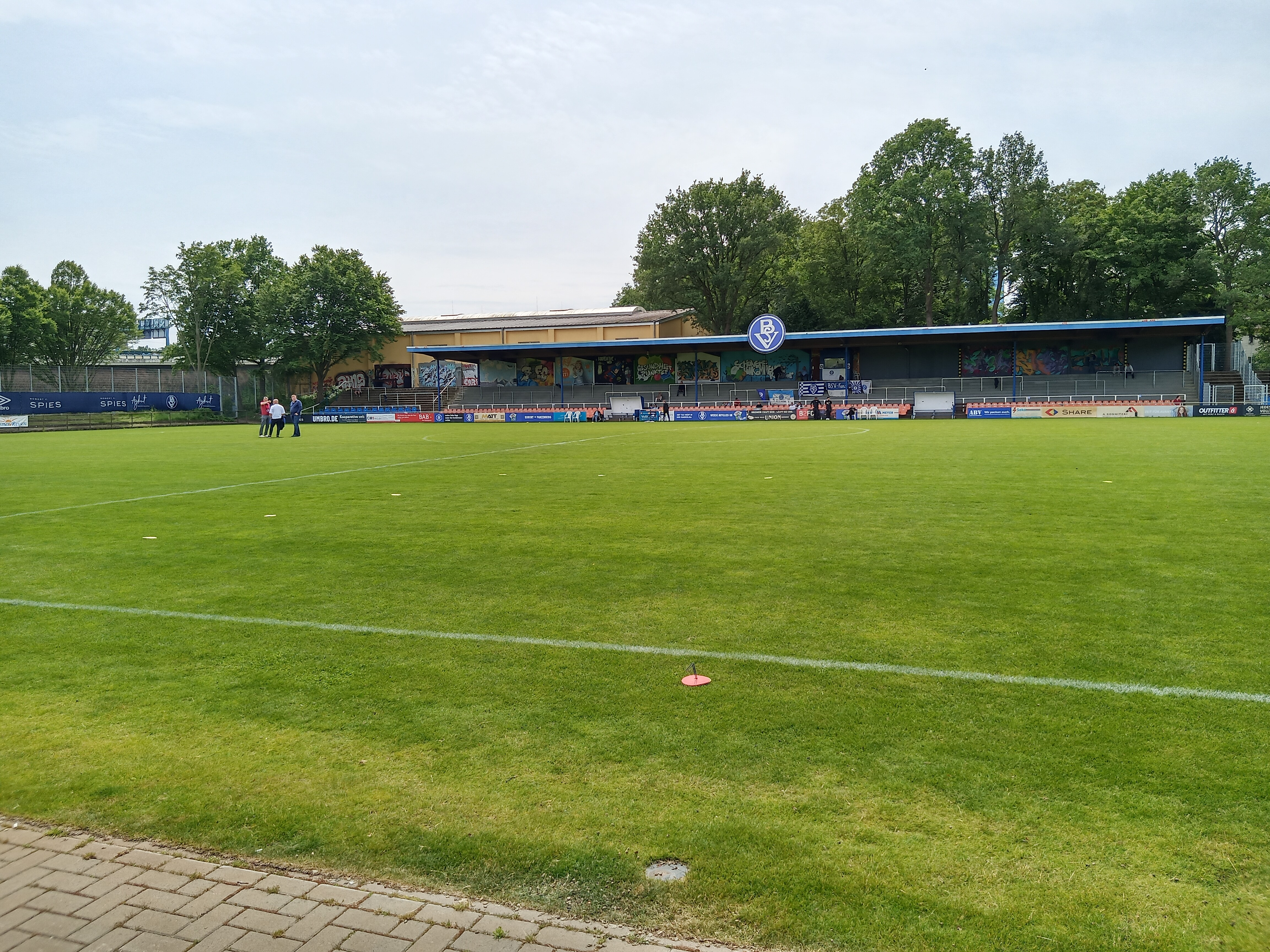
Stadion am Panzenberg (2022)

Hauptspielstätte des Bremer SV ist das Stadion am Panzenberg in der Landwehrstraße 4 in Walle. Das 1963 eröffnete Stadion mit Naturrasen fasst maximal 4.999 Zuschauer, davon rund 320 überdachte Sitzplätze. Hier trägt primär die erste Herrenmannschaft ihre Heimspiele aus. Auf dem Stadiongelände befindet sich ferner auch die Geschäftsstelle des Bremer SV sowie die Stadionkneipe Halbzeit.
Darüber hinaus steht dem BSV auch die Sportanlage mit einer Flutlichtanlage am Hohweg 48/50 mit je einem Rasen- und einem Kunstrasenplatz zur Verfügung. Hier spielen die zweite und dritte Herrenmannschaft sowie die Juniorenteams.